# Чинкве Тере
Чинкве Тере (итал. Cinque Terre, дос. ’Пет земаља’) је приобално подручје у регији Лигурија, на северозападу Италије. Лежи на западу округа Ла Специја и чине га пет насеља: Монтеросо ал Маре, Вернаца, Корниљија, Манарола и Риомађоре. Ово подручје, заједно са околином, од 1999. године је део Националног парка Чинкве Тере, који се од 1997. налази на листи Унескове светске баштине. Насеље Вернаца део је асоцијације „Најлепша села Италије“ (I Borghi più belli d'Italia), основане 2001. године.
Подручје Чинкве Тере је популарна туристичка дестинација. Оно што ова насеља чини јединственима јесте њихов положај на стрмим литицама и архитектура препознатљива по разнобојним фасадама кућа. Места су позната и по својој изолованости. До њих се тешко стиже аутомобилом или аутобусом. Међусобно су повезана уским локалним путевима. Свих пет насеља повезано је пругом, па се до њих може стићи локалним возом, такозваним Cinque Terre Express-ом, или бродом који полази из луке Ла Специја.

## Историја
Због свог стратешког положаја на Средоземном мору ова област вековима је била на мети различитих освајача. Још су Стари Римљани заузели ову област, преотевши је од локалног становништва. Овај поморски центар опседала су и варварска племена са севера Европе, затим Византинци и Лангобарди, а често су били мета и пиратима.  Тек у 12. веку су коначно поражени пирати из северне Африке, који су контролисали и терорисали становнике ових простора најмање 3 века. У 16. веку поново почињу учестали напади пирата, турских и берберских пљачкаша са истока, из Туниса и Алжира, који су долазили преко Тиренског и Лигуријског мора.
Први документи у којима се помињање област Чинкве Тере датирају из 11. века. Прво су насељени Монтеросо и Вернаца, а касније и остала места, која су се у то време налазила на територији Републике Ђенове. У 16. веку ојачана су постојећа утврђења и подигнуте нове одбрамбене куле, како би се становништво заштитило од све учесталијих напада пирата. Чак и данас дуж обале постоји неколико осматрачких испостава и све су међусобно видљиве.
Развој области Чинкве Тере започео је са планина у залеђу, где се становништво бавило узгојем винове лозе и производњом вина и уопште нису били заинтересовани за риболов. Трговина вином је одувек била њихов главни извор прихода. Око 1300. године почели су да производе бело вино Вернаћа (Vernaccia), које је чак и Данте опевао у 24. певању Чистилишта, где га описује као „најбоље бело вино које можете наћи“. Поред вина, у овој области традиционално се гаје и маслине. Први досељеници су основали своја насеља у брдима изнад Чинкве Тере вероватно око 10. века. Тује терен веома стрм, па земљиште није погодно за обраду због своје стрмине, али је клима боља за гајење винове лозе и маслина него у залеђу. Због тога је, изградњом сухозида, земљиште терасирано и прилагођено садњи винограда и маслињака. Данас се, дуж 14 km обале, протежу сухозиди у дужини од око 7.000 km.
Године 1870. изграђена је железничка пруга, што је ову област отворило ка свету, али и довело до исељавања становништва и нестанка традиционалних занимања.
Током Другог светског рата Чинкве Тере је претрпео велике штете од бомардовања и оружаних сукоба.
Седамдесетих година 20. века долази до популаризације ове области и раста туризма, што у Чинкве Тере доноси просперитет. До тада се риболовом бавио мали број становника, али весело осликане рибарске куће у том крају касних 70-их постале су туристичка атракција.
Због својих изузетних културних и еколошких добара, Унеско је 1997. године уврстио Чинкве Тере на своју листу светске баштине.
Невреме са обилном кишом је 25. октобра 2011. довело до поплаве и појаве клизишта у области Чинкве Тере. Девет људи је настрадало, а насеља су тешко оштећена, посебно Вернаца и Монтеросо ал Маре. Осим обилних падавина овом разарању допринело је и то што је становништво половином 20. века напустило традиционалну обраду терасастих винограда, због мање исплативости, па су ове необрађене површине постале подложне ерозији. Земљиште је делимично уравнотежила вегетација која се спонтано развила на напуштеним терасама.

## Саобраћај и туризам
Приступ области Чинкве Тере могућ је и аутомобилом, али велики проблем представља паркинг. Најбољи начин превоза је воз. Возови возе из Ла Специје до свих пет насеља, као и до главних регионалних и националних дестинација. Железничке станице Чинкве Тере налазе се на линији Ђенова—Пиза. Већина међуградских возова се не зауставља у свих пет места, због чега је неопходно у Ла Специји прећи у регионалне возове или Cinque Terre Express. На станици Монтеросо такође стају и неки међуградски возови.
Редовни путнички трајект саобраћа између Леванта и Ла Специје, заустављајући се у свим насељима осим у Корниљији која нема пристајалиште, јер се не налази на обали. Бродови такође повезују стару луку Ђенове, Леричи и Порто Венере.

## Путеви
Кроз Националног парка Чинкве Тере пролазе многе пешачке стазе и именоване су према систему нумерације СВА. Најпопуларнија стаза је Sentiero Verde Azzuro („Зелено плава стаза“), која повезује свих пет насеља. Због нестабилног тла клизишта често доводе до затварања појединих делова стаза. Деоница Sentiero Azzurro, која води од Риомађореа до Манароле, позната као Via dell'Amore („Стаза љубави“) затворена је у јесен 2019. и предвиђања су била да ће се поново отворити тек 2024. године. Између ова два места и даље се може шетати, мада је друга стаза стрмија и дужа од оне затворене, дуж обале.

## Чинкве Тере у култури

### Књижевност
Нобеловац Еуђенио Монтале у својој поезији је величао Чинкве Тере. Такође га и Данте Алигијери помиње у Божанственој комедији, упоређујући га са неравном литицом Чистилишта. Бокачо га помиње у другом роману десетог дана у Декамерону. Габриеле Д'Анунцио у свом делу Faville del Maglio хвали бела вина пореклом из овог подручја, баш као и Данте вековима пре њега.

### Филм
Године 2013. Чинкве Тере је била једна од локација снимања филма Вук са Волстрита Мартина Скорсезеа.
Анимирани фантастично-хумористички филм из 2021. Лука смештен је у измишљени град Порторосо, на италијанској ривијери, смештен западно од Корниљије на измишљеној мапи. Измишљени град Порторосо је инспирисан и осмишљен по узору на насеља Чинкве Тере.

### Видео игре
У видео игрици Хитмен из 2016. приказан је измишљени град Сапиенца, који је инспирисан Вернацом и другим градовима на обали Лигурије.

## Гастрономија
С обзиром на географски положај на Медитерану, у локалној кухињи доминирају морски плодови. Инћуни из Монтероса су локални специјалитет који има статус заштићене ознаке порекла Европске уније. Терасе изграђене на обронцима Чинкве Тере користе се за узгој грожђа и маслина. Овај крај, као и цео регион Лигурије, познат је по песто сосу, а фокача је уобичајени локални хлеб. Типично пециво које се може наћи у пекарама и пицеријама је и фарината, слана и хрскава палачинка направљена на бази брашна од леблеблија. Град Корниља је посебно познат по сладоледу направљеном од локалног меда (miele di Corniglia).
Грожђе из Чинкве Тере се користи за производњу два локална вина. Истоимено Чинкве Тере и Сјакетра (Sciachetrà). Оба вина имају има статус заштићене ознаке порекла. Друга популарна локална пића су грапа (grappa), ракија направљену од комине и лимончело, слатки ликер направљен од лимуна. Служи се охлађен после јела и често се користи у припреми посластица.

## Заштита
Италијанско министарство за животну средину је 1998. године успоставило заштићено природно морско подручје Чинкве Тере, како би се заштитило природно окружење и промовисао друштвено-економски развој који је у складу са природним пејзажом подручја. Данас га сваке године посећују милиони туриста. Године 1999. основан је Национални парк Чинкве Тере да би се очувала еколошка равнотежа, заштитио пејзаж и антрополошке вредности локације. Ипак, све мањи интерес за култивацију и одржавање зидова тераса представља дугорочну претњу за ово подручје. Због тога су се у заштиту и очување укључила организација World Monuments Watch, обезбеђујући средства за подршку студији о очувању Чинкве Тере. Након студије, направљен је план управљања подручјем.

## Галерија
- Обала Чинкве Тере
- Монтеросо ал Маре
- Вернаца
- Корниљија
- Манарола
- Риомађоре